# Denholme
Denholme è un paese della contea del West Yorkshire, in Inghilterra.